# Літовко Микола Валентинович
Мико́ла Валенти́нович Літо́вко (19 квітня 1976 — 18 липня 2016) — солдат Збройних сил України, учасник російсько-української війни.

## Життєпис
Народився 1976 року в місті Сєвєродонецьк (Луганська область), закінчив сєвєродонецьку середню школу № 3 міста Сєвєродонецьк, по тому — сєвєродонецьке ПТУ № 101 міста. Проходив строкову військову службу в лавах ЗСУ. По демобілізації проживав у своєму місті.
Мобілізований як доброволець навесні 2015 року; З весни 2015-го по 11 квітня 2016 року брав участь в боях на сході України у складі 55-ї окремої артилерійської бригади. Демобілізувався, але вже 29 травня 2016-го підписав контракт з 53-ю окремою механізованою бригадою, солдат 1-го механізованого батальйону.
18 липня 2016 року вранці внаслідок мінометного обстрілу позицій бригади між Зайцевим та Майорськом під Горлівкою загинули 4 військовослужбовці — капітан Олександр Швець, молодший лейтенант Володимир Вовченко, старший сержант Олег Грабчак, солдат Микола Літовко, ще 3 вояки зазнали поранень.
22 липня 2016 року похований на Центральному кладовищі Сєвєродонецька; багато проводжаючих були одягнуті у вишиванки, люди створили «живий коридор» та встали на коліна.
Без Миколи лишилися батько, дружина Рита та син Сергій.

## Нагороди та вшанування
- указом Президента України № 476/2016 від 27 жовтня 2016 року «за особисту мужність і високий професіоналізм, виявлені у захисті державного суверенітету та територіальної цілісності України, вірність військовій присязі» — нагороджений орденом «За мужність» III ступеня (посмертно)[1].
- 13 жовтня 2016 року в сєвєродонецькій школі, котру закінчив Микола, відкрито меморіальну дошку його честі.